# نوكيا 3600 سلايد
نوكيا 3600 سلايد (بالإنجليزية: Nokia 3600 slide)‏ هو هاتف محمول من نوكيا.

## الخصائص
- الشاشة: إل سي دي
- الوزن: 97.3 غرام
- الذاكرة: 4 جيجابايت